# Rivière Saint-Esprit
Pour les articles homonymes, voir Saint-Esprit (homonymie).
La rivière Saint-Esprit est un affluent de la rivière L'Assomption dans la région administrative de Lanaudière, au Québec, au Canada. Cette rivière coule dans les municipalités régionales de comté (MRC) de :
- MRC de Matawinie : municipalité de Rawdon ;
- MRC de Montcalm : municipalités de Sainte-Julienne, Saint-Esprit et Saint-Roch-de-l'Achigan ;
- MRC de L'Assomption : municipalité de L'Épiphanie.

Outre son passage dans des hameaux et villages, la partie supérieure de la rivière Saint-Esprit coule en zone forestière ; les parties intermédiaire et inférieure serpentent en zone agricole.

## Géographie
La rivière Saint-Esprit prend sa source à l'embouchure du lac Huard (longueur : 1,3 km ; altitude : 194 m) dans la partie sud-ouest de Rawdon. Ce lac est un centre de villégiature. Son embouchure est située au fond d'une petite baie au nord du lac.
La rivière Saint-Esprit coule sur 90,4 km, selon les segments suivants :
Cours supérieur de la rivière Saint-Esprit (segment de 34,1 km)
À partir de l'embouchure du lac Huard, la rivière Saint-Esprit coule sur km, selon les segments suivants :
- 8,8 km vers l'est, en formant un arc de cercle orienté vers le nord, et en traversant les lacs Asselin et Rivest, jusqu'à la décharge des lacs Claude et Denis (venant de l'ouest) et en passant en fin de segment du côté ouest du hameau du lac Régent ;
- 3,7 km vers le sud-est, jusqu'à la limite de Sainte-Julienne ;
- 12,1 km vers le sud-est dans Sainte-Julienne, en recueillant la décharge du lac à Moisan (venant du sud-ouest) et en passant du côté ouest du village de Sainte-Julienne, jusqu'à la route 337, du côté ouest du village de Sainte-Julienne ;
- 6,4 km vers le sud-est, jusqu'à la limite de Saint-Esprit ;
- 3,1 km vers le sud-est dans [Saint-Esprit, jusqu'à la confluence du ruisseau de la Fourche, soit jusqu'au pont de la rue Laviolette.

Cours inférieur de la rivière Saint-Esprit (segment de 56,3 km)
- 7,7 km vers le sud-est, jusqu'à l'autoroute 25 ;
- 14,0 km (ou 5,2 km en ligne directe) en serpentant vers l'est, jusqu'à la limite de Saint-Roch-de-l'Achigan ;
- 5,5 km vers le sud-est, en formant la limite entre Saint-Esprit et Saint-Roch-de-l'Achigan
- 5,8 km vers le sud-est, en serpentant jusqu'à la limite de L'Epiphanie ;
- 11,0 km (ou 5,6 km en ligne directe) vers l'est en serpentant dans L'Epiphanie jusqu'à la route ;
- 6,2 km (ou 2,8 km en ligne directe) vers le sud-est, en serpentant jusqu'à la route ;
- 6,1 km (ou 2,3 km en ligne directe) vers l'Est, en formant la limite entre L'Epiphanie et L'Assomption, et en serpentant jusqu'à sa confluence[3].

La rivière Saint-Esprit se déverse sur la rive ouest de la rivière L'Assomption laquelle coule alors vers le sud jusqu'à la rive nord-ouest du fleuve Saint-Laurent.

## Toponymie
Le terme Saint-Esprit reflète une ferveur chrétienne dans la toponymie canadienne-française au XIXe siècle.
Le toponyme rivière Saint-Esprit a été officialisé le 5 décembre 1968 à la Commission de toponymie du Québec.